# بورگتو دی بوربرا
بورگتو دی بوربرا (به ایتالیایی: Borghetto di Borbera) یک کومونه در ایتالیا است که در استان آلساندریا واقع شده‌است.

## خصوصیات
بورگتو دی بوربرا ۳۹٫۶ کیلومترمربع مساحت و ۱٬۹۹۳ نفر جمعیت دارد و ۲۹۵ متر بالاتر از سطح دریا واقع شده‌است.

## خواهرخوانده
شهر لورجیا خواهرخواندهٔ بورگتو دی بوربرا هست.

## نگارخانه

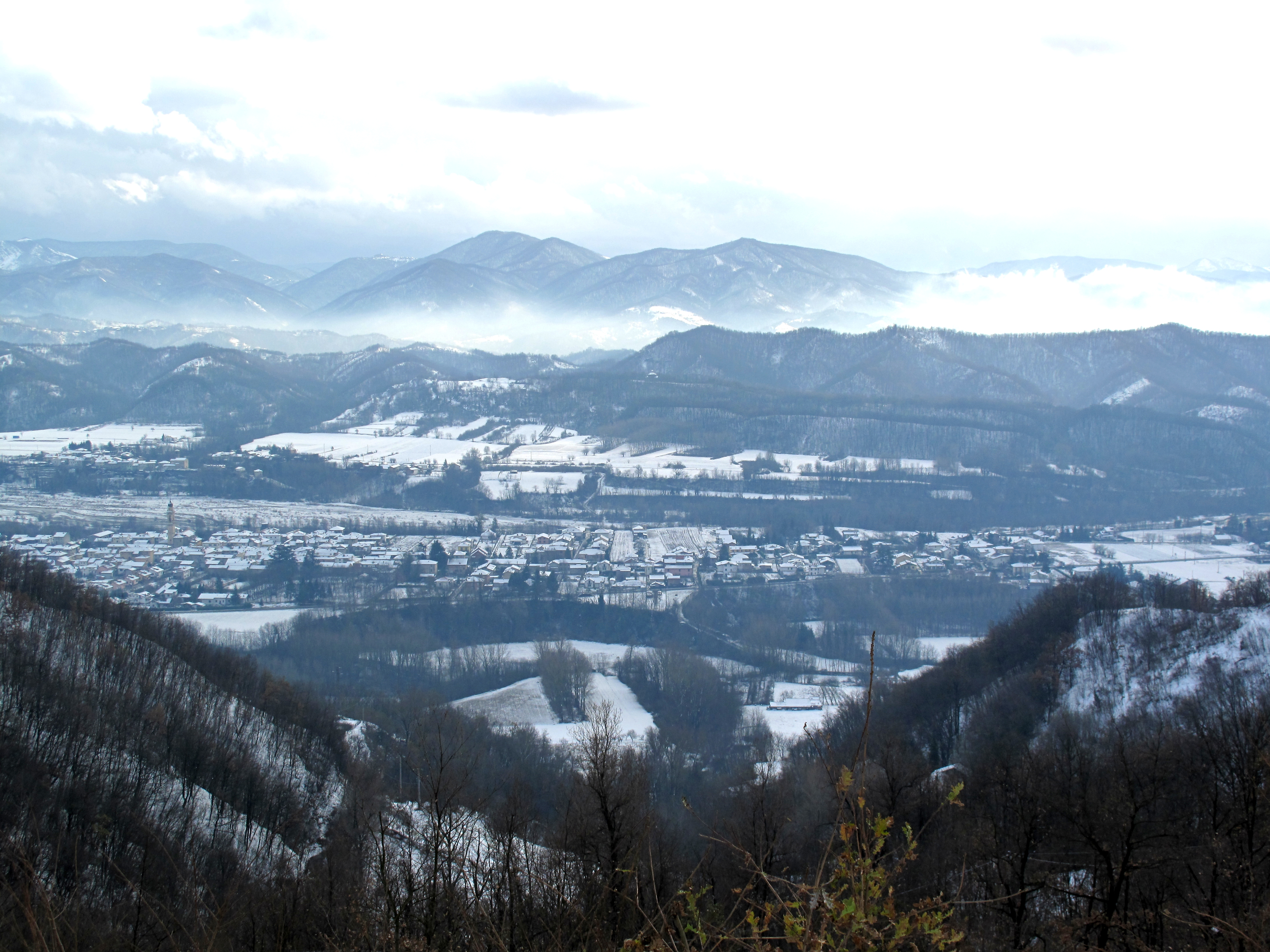